# تحولات الميثولوجيا اليونانية
ذُكرت مواضيع التحولات في جميع أنواع الأساطير والتراث الشعبي. وتعرض الميثولوجيا اليونانية مجموعة واسعة من الأساطير التي تتحول فيها المواد جسمانيًا، ويحدث هذا التحول عادةً إما بتدخلٍ إلهي أو باستخدام الشعوذة والتمائم. تُعد قصص تغيّر الشكل ضمن النصوص اليونانية قديمة، ولطالما كانت جزءًا من المتن الأسطوري منذ إلياذة هوميروس. عادةً ما تشتمل هذه الأساطير على بشرٍ فانين، خضعوا لتغييرات في الشكل كعقاب من الإله، أو كمكافأة على أعمالهم الخيّرة. في حكايات أخرى، تتخذ الآلهة أشكالًا مختلفة بهدف اختبار أو خداع بعض البشر. يوجد تنوع واسع في التحولات؛ من بشر إلى حيوان، من حيوان إلى بشر، من بشر إلى نبات، من جماد إلى بشر، من جنس إلى آخر، من بشر إلى نجوم (أجرام سماوية).
استُخدمت الأساطير لتبرير سابقة ما أو لتفسير أو شرعنة تقاليد وقواعد السلوكيات والقوانين. يمكن أن تجد المحرمات والمحظورات اليونانية القديمة أيضًا مكانًا لها في السرد الأسطوري، فنجد مَن قدّم حكايات تحذيرية على شكل خرافة. حاولت الأساطير التي تدور حول الطبيعة والتحول إليها، أن تروي تاريخًا متسقًا وتخبر عن أصول العالم والطبيعة والحيوانات والبشر وحتى الآلهة نفسها. وبناء على ذلك، لطالما بُذلت جهود لشرح العناصر الخارقة للطبيعة المذكورة في تلك الأساطير، حتى داخل اليونان القديمة نفسها، كما في حالتي بالافيتوس وهرقليطس، اللذان حاولا عقلنة تلك الأساطير بوصفها سوءًا للفهم.
إن أقدم الأعمال الباقية وأكثرها شهرة والتي تناولت التحول في الأسطورة اليونانية، هي ملحمة الشاعر الروماني أوفيد «التحولات». استخدُمت ملحمة التحولات على مر التاريخ، ليس ككتيب جامع للمعتقدات التقليدية اليونانية والرومانية القديمة فحسب، ولكن أيضًا كوسيلة للعرض المجازي والتأويل والشروحات والتكيّفات. الواقع فعليًا أنّ عمل أوفيد هذا، كان المسرب الرئيس للأساطير اليونانية في الغرب خلال العصور الوسطى. على الرغم من أن مجموعة أوفيد هي الأكثر شهرة، إلا أنه توجد ثلاثة أمثلة على(التحولات) لكتّاب هلنستيين لاحقين سبقوا كتاب أوفيد، لكن لا يُعرف سوى القليل عن محتوياتهم. إن هيتيرويومينا من تأليف نيكاندر معروفة أكثر، وكان لها تأثير واضح على قصيدة أوفيد. بالرغم من ذلك، فقد ابتعد أوفيد بشكل كبير عن الطريقة التقليدية لكتّاب تلك الفترة. ضمّت أعمال نيكاندر على الأرجح أربعة أو خمسة كتب وضعت نفسها ضمن إطار تاريخي.
تشمل الأعمال الأخرى، عمل بويوس، أورنيثوغونيا (التي تضمنت حكايات عن بشرٍ أصبحوا طيورًا) والتحولات الخاصة بأنطونيوس ليبيراليس غير المعروف كثيرًا، والمستمد بشكل كبير من نيكاندر وبويوس.
فيما يلي قائمة بالتحولات المبرمة والمحتومة المعروضة في المتن الأسطوري اليوناني والروماني.

## قائمة

### التحول إلى نباتات
| مَن؟                   | إلى ماذا تحّول؟           | من قبل مَن؟       | ملاحظات | صورة | مصدر  |
| دم أدونيس             | شقائق النعمان            | أفروديت          | كان أدونيس أكثر الشباب وسامة، وكانت أفروديت مفتونة به. وبالرغم من إجباره على تقسيم وقته بينها وبين بيرسيفوني، إلا أن أدونيس فضّل أفروديت. وذات يوم بينما كان أدونيس يصطاد، هاجمه خنزير بري وأصابه بجروح مميتة أودت بحياته. فحوّلت أفروديت، التي لا عزاء لها، دم حبيبها إلى زهرة حمراء، شقائق النعمان، ارتبطت بأفروديت ارتباطًا وثيقًا بعد ذلك. في بعض التقاليد النادرة، لم يُحوّل دم أدونيس إلى شقائق النعمان بل إلى زهرة داكنة، وهي زهرة ارتبطت ارتباطًا وثيقًا كذلك بأفروديت. |      | [ 8 ] |
| دم أدونيس             | زهرة                     | أفروديت          | كان أدونيس أكثر الشباب وسامة، وكانت أفروديت مفتونة به. وبالرغم من إجباره على تقسيم وقته بينها وبين بيرسيفوني، إلا أن أدونيس فضّل أفروديت. وذات يوم بينما كان أدونيس يصطاد، هاجمه خنزير بري وأصابه بجروح مميتة أودت بحياته. فحوّلت أفروديت، التي لا عزاء لها، دم حبيبها إلى زهرة حمراء، شقائق النعمان، ارتبطت بأفروديت ارتباطًا وثيقًا بعد ذلك. في بعض التقاليد النادرة، لم يُحوّل دم أدونيس إلى شقائق النعمان بل إلى زهرة داكنة، وهي زهرة ارتبطت ارتباطًا وثيقًا كذلك بأفروديت. |      | [ 8 ] |
| العضو الجنسي لأغديستس | شجرة لوز                 | لا أحد           | ولدت أغديستس للإله زيوس، وهي آلهة أناضولية، تمتلك أعضاءً جنسية ذكرية وأنثوية. خافت الآلهة الأخرى من هذا المخلوق، فقطعت العضو الذكري. ومع نزيف الدم على الأرض، نمت شجرة لوز. وفقًا لرواية أخرى، فإن دم أغديستس النازف، نتج عنه زهرة بنفسجية بدلًا من ذلك. |      | [ 8 ] |
| العضو الجنسي لأغديستس | بنفسج                    | لا أحد           | ولدت أغديستس للإله زيوس، وهي آلهة أناضولية، تمتلك أعضاءً جنسية ذكرية وأنثوية. خافت الآلهة الأخرى من هذا المخلوق، فقطعت العضو الذكري. ومع نزيف الدم على الأرض، نمت شجرة لوز. وفقًا لرواية أخرى، فإن دم أغديستس النازف، نتج عنه زهرة بنفسجية بدلًا من ذلك. |      | [ 8 ] |
| دم آياس               | زهرة العائق              | غير معروف        | عندما قتل آياس نفسه في حرب طروادة، سال دمه على الأرض، لتنمو زهرة بيضاء محمرة لها شكل زنبقة، وحملت على وريقاتها الأحرف الأولى من اسمه آي، والتي كانت أيضًا تعبيرًا عن الرثاء. في العصور القديمة، ربما مثّل الزنبق، الأنواع المختلفة من زهر العائق، وليس النوع الحديث الحالي. |      | [ 8 ] |
| أماركوس               | حبق أو ريحان الشيوخ      | أفروديت          | كان أماركوس شابًا من قبرص، أصبح صانع عطور للبلاط الملكي للملك سينيراس، والده، وكان بإمكانه خلق أكثر الروائح العطرية عبقًا. كانت أعظم رائحة صنعها، عندما سقط، فاختلطت كل المراهم العطرية التي كان يحملها. تحوّل أماركوس في نهاية المطاف إلى حبق أو ريحان الشيوخ، وهو نبات نُسب خلقه إلى أفروديت، واشتهرت به قبرص. |      |       |
| أمبروسيا              | نبات الكرمة              | غايا أو ديونيسوس | كانت أمبروسيا مُرضعة لديونيسوس. وعندما حرّم ملك تراقيا، ليكورغوس، عبادة ديونيسوس، كانت أمبروسيا من بين المسجونين. حتى أن ليكورغوس نفسه حمل فأسًا ليقطع رأسها؛ فإما أنها صلّت للآلهة غايا، التي حولتها إلى كرمة لإنقاذها، أو أن ليكورغوس قتلها بالفعل وحولها ديونيسوس بعد ذلك إلى نبات الكرمة. |      |       |
| أمبيلوس               | نبات الكرمة              | ديونيسوس         | كان أمبيلوس شابًا عشيقًا لإله النبيذ ديونيسوس، فتحول إثر وفاته إلى نبتة كرمة. تختلف قصص موته؛ ففي إحداها، يسقط ويموت في أثناء قطفه للعنب. وفي أخرى، يسخر من سيلين، التي أرسلت بعد ذلك ذبابة دواب لإخافة الثور الذي كان يمتطيه، دافعةً الثور إلى حالة من الجنون، ومرسلةً الشاب سيء الحظ إلى حتفه المبكر. |      |       |
| أنيثوس                | الشّبت                    | غير معروف        | في أسطورة شبه مفقودة، حُوّل الصبي الوسيم أنيثوس إلى نبات مزهر يحمل اسمه، الشّبت. إن كل التفاصيل والظروف التي حدثت في ظل هذا التحول مفقودة، وحُفظت الحكاية ضمن ذكر موجز واحد من قبل مؤلف لاتيني في آخر العصور الوسطى. |      |       |
| دموع أفروديت          | وردة                     | لا أحد           | عندما قُتل أدونيس من قبل خنزير بري، جرت دموع أفروديت بغزارة، وتحولت إلى واحدة من زهراتها المقدسة، الوردة. بعض الروايات الأخرى تستبدل بين وردة دماء أدونيس ووردة دموع أفروديت. |      | [ 9 ] |
| آتيس                  | الصنوبر                  | آتيس نفسه        | كان آتيس عاشقًا لآلهة فريجيا، سيبيل. وعندما اكتشفت خيانته مع حورية ناياد، قتلت سيبيل الحورية وأقنعت آتيس بقطع عضوه الذكري، وهذا ما فعله آتيس. في وقت لاحق تحول آتيس إلى شجرة صنوبر. |      |       |
| بوسيس وفيليمون        | شجرة سنديان وشجرة زيزفون | زيوس             | بحث هيرميس وزيوس عن ناس جديرين بالاحترام في إحدى القرى، فلم يرحب بهما سوى زوجان مسنان، هما بوسيس وفيليمون، وقدما لهما الطعام. ولذلك، عند وفاتهما، حولهما زيوس إلى شجرتي سنديان وزيزفون على التوالي، بينما أباد بقية القرية الآثمة. |      |       |
| كالاموس               | قصب البردي               | لا أحد           | وفقًا لديونيسياكا نونوس، كان كالاموس واقعًا في حب كاربوس، لكن كاربوس غرق في نهر ميندر بينما كان الاثنان يتنافسان في السباحة. أغرق كالاموس نفسه حزنًا. وتحول إلى قصب مائي على ضفة النهر، ينظر إلى ذلك القصب وهو يصارع الريح كآهةِ تفجّع. |      |       |
| كاربوس                | ثمار                     | غامض             | كان كاربوس وكالاموس عاشقين صغارًا جدًا، وذات يوم حين كانا يتنافسان في السباحة، غرق كاربوس، ما دفع كالاموس الذي لا عزاء له إلى إغراق نفسه أيضًا. تحول كاربوس إلى «ثمار الأرض». |      |       |
| كاريا                 | شجرة جوز                 | ديونيسوس         | كان لديونيسوس علاقة غرامية سرية مع امرأة بشرية تدعى كاريا، وهي أميرة من لاكونيا. لكنّ شقيقاتها حاولن تفريق العاشقين، فنقضن بذلك وعدًا سابقًا قطعنه لأبولو، بأنهن لن يخن الآلهة أبدًا. أصيبت الأخوات بالجنون، بينما حوّل ديونيسوس كاريا إلى شجرة جوز. |      |       |

أليسار بسام غانم_Alissar Bassam Ghanem
https://en.wikipedia.org/wiki/Metamorphoses_in_Greek_mythology